# Crosby, Stills & Nash (álbum)
Crosby, Stills & Nash es el primer álbum de estudio del grupo estadounidense Crosby, Stills & Nash, publicado por la compañía discográfica Atlantic Records en mayo de 1969. El álbum produjo dos sencillos, «Marrakesh Express» y «Suite: Judy Blue Eyes», que alcanzaron los puestos 28 y 21 respectivamente en la lista Billboard Hot 100. El álbum llegó al puesto 6 de la lista Billboard 200.

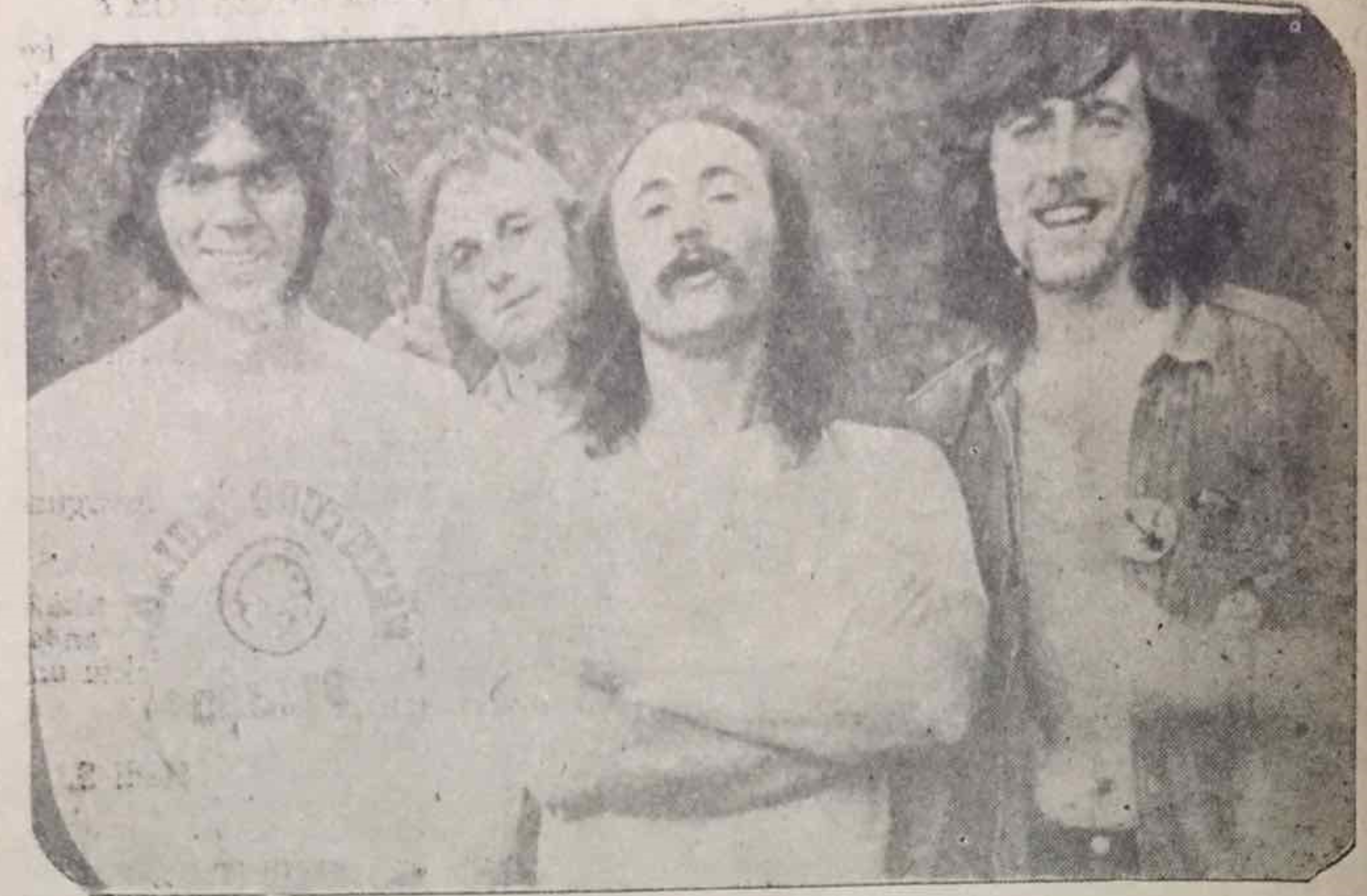
Foto publicada en 1970 en la revista indonesia Aktuil

## Historia
El álbum fue un debut fuerte para el grupo que los llevó al instante al estrellato. Junto con los álbumes de The Byrds Sweetheart of the Rodeo y de The Band Music from Big Pink, Crosby, Stills & Nash ayudó a iniciar un cambio radical en la música popular, lejos de la estética de las bandas a finales de la década de 1960  basadas en la música rock con guitarras fuertes. Crosby, Stills & Nash presentó una nueva construcción sobre las raíces del rock, utilizando el folk, el blues y el jazz sin específicamente sonar como un mero duplicado. No solamente a través de sus voces, los tres engranaron sus puntos fuertes: Crosby mediante comentarios sociales, Stills con sus diversas habilidades musicales y por unir elementos del folk y el country en complejas estructuras de rock, y Nash por sus melodías pop, con el fin de crear una amalgama de gran atractivo.
El álbum resultó muy influyente en muchos niveles de la escena musical de Norteamérica durante la década de 1970. El éxito del álbum generó gravitas para el grupo dentro de la industria, y promovió el interés por contratarles en diferentes actos, muchos de los cuales quedaron bajo la administración del equipo formado por Elliot Roberts y David Geffen. Las fuertes ventas, combinadas con el énfasis del grupo en confesiones personales de sus composiciones, allanaron el camino para el éxito del movimiento cantautor de los años 70. El uso de acontecimientos personales en su material sin recurrir a subterfugios, su talento con las armonías vocales, el cultivo de la meticulosidad en el estudio, así como el carácter distintivo de Laurel Canyon que rodeaba al grupo y a sos asociados, establecieron una estética para una serie de actos que definieron el sonido "californiano" de la década siguiente, incluyendo The Eagles, Jackson Browne y la Fleetwood Mac posterior a 1974, entre otros. 
El álbum ha sido publicado en disco compacto en tres ocasiones: masterizado por Barry Diament en los Atlantic Studios a mediados de la década de 1980, remasterizado por Joe Gastwirt en los Ocean View Digital y reeditado en agosto de 1994, y reeditado nuevamente por Rhino Records usando el proceso HDCD en enero de 2006. Una edición en disco compacto de oro fue publicada en diciembre de 2011, remasterizada por Steve Hoffmann y con la canción "Guinnevere" cambiada a "Guinevere".

## Recepción
Crosby, Stills & Nash obtuvo críticas generalmente positivas de la prensa musical. Robert Christgau le otorgó una calificación de B+ y escribió: "He escrito en otros sitios que este álbum es perfecto, pero eso no es necesariamente un cumplido. Solo la voz de Crosby en "Long Time Gone" lo salva de un premio castrati especial". Jason Akeny de Allmusic dio al álbum la máxima puntuación y escribió que algunos de los temas de las canciones "no han envejecido bien" pero "las armonías vocales son absolutamente atemporales, y el mejor material sigue siendo sólido como una roca". En una revisión para The Music Box en 2006, John Metzger también le dio cinco estrellas y comentó: "La música es orgánica y pura, las voces son de otro mundo".
En 2003, la revista Rolling Stone situó al álbum en el puesto 259 de la lista de los 500 mejores discos de todos los tiempos.

## Lista de canciones
| Cara A |                         |                |          |  |
| N.º    | Título                  | Escritor(es)   | Duración |  |
| 1.     | «Suite: Judy Blue Eyes» | Stephen Stills | 7:25     |  |
| 2.     | «Marrakesh Express»     | Graham Nash    | 2:39     |  |
| 3.     | «Guinnevere»            | David Crosby   | 4:40     |  |
| 4.     | «You Don't Have to Cry» | Stephen Stills | 2:45     |  |
| 5.     | «Pre-Road Downs»        | Graham Nash    | 3:01     |  |

| Cara B |                      |                                            |          |  |
| N.º    | Título               | Escritor(es)                               | Duración |  |
| 1.     | «Wooden Ships»       | David Crosby, Stephen Stills, Paul Kantner | 5:29     |  |
| 2.     | «Lady of the Island» | Graham Nash                                | 2:39     |  |
| 3.     | «Helplessly Hoping»  | Stephen Stills                             | 2:41     |  |
| 4.     | «Long Time Gone»     | David Crosby                               | 4:17     |  |
| 5.     | «49 Bye-Byes»        | Stephen Stills                             | 5:16     |  |

| Bonus tracks (reedición de 2006) |                                            |                |          |  |
| N.º                              | Título                                     | Escritor(es)   | Duración |  |
| 11.                              | «Do for the Others»                        | Stephen Stills | 2:49     |  |
| 12.                              | «Song with No Words (Tree with No Leaves)» | David Crosby   | 3:18     |  |
| 13.                              | «Everybody's Talkin'»                      | Fred Neil      | 3:14     |  |
| 14.                              | «Teach Your Children»                      | Graham Nash    | 3:14     |  |

## Personal
| Músicos - David Crosby: voz y guitarra rítmica en "Wooden Ships" y "Long Time Gone"; guitarra acústica en "Guinnevere" - Stephen Stills: voz y guitarras en todos los temas excepto "Guinnevere" y "Lady of the Island"; bajo, teclados y percusión - Graham Nash: voz y guitarra rítmica en "Marrakesh Express" y "Pre-Road Downs"; guitarra acústica en "Lady of the Island" - Dallas Taylor: batería - Jim Gordon: batería en "Marrakesh Express" - Cass Elliot: coros en "Pre-Road Downs" | Equipo técnico - Crosby, Stills & Nash: productor musical - Bill Halverson: ingeniero de sonido - Gary Burden: dirección artística - Henry Diltz: fotografía - David Geffen: dirección - Barry Diament: masterización - Joe Gastwirt: masterización (reedición de 2004) - Raymond Foye: notas (reedición de 2006) |

## Posición en listas
| Año  | Lista        | Posición |
| ---- | ------------ | -------- |
| 1969 | Black Albums | 35       |
| 1969 | Pop Albums   | 6        |

| Año  | Sencillo                | Lista             | Posición |
| ---- | ----------------------- | ----------------- | -------- |
| 1969 | «Marrakesh Express»     | Billboard Hot 100 | 28       |
| 1969 | «Suite: Judy Blue Eyes» | Billboard Hot 100 | 21       |